# Beaucaire, Gard
Beaucaire là một xã trong vùng Occitanie, thuộc tỉnh Gard, quận Nîmes, tổng Beaucaire (Chef-lieu). Tọa độ địa lý của xã là 43° 48' vĩ độ bắc, 04° 38' kinh độ đông. Beaucaire nằm trên độ cao trung bình là 18 mét trên mực nước biển, có điểm thấp nhất là 1 mét và điểm cao nhất là 156 mét. Xã có diện tích 86,52 km², dân số vào thời điểm 1999 là 13.748 người; mật độ dân số là 159 người/km².

## Thông tin nhân khẩu
| 1962   | 1968   | 1975   | 1982   | 1990   | 1999   |
| ------ | ------ | ------ | ------ | ------ | ------ |
| 11 061 | 12 740 | 12 829 | 12 840 | 13 400 | 13 748 |

## Nhân vật nổi tiếng
- François-Marie-Anatole de Rovérié de Cabrières (1830 - 1921), Giám mục của Montpellier
- Raymond VI của Toulouse (1156 - 1222), bá tước của Toulouse

## Địa điểm tham quan
- Lâu đài Beaucaire (thế kỉ thứ 11)
- Tòa thị chính (khoảng 1680)
- Nhà thờ Notre Dame des Pommiers (thế kỉ thứ 12)
- Hôtel de Clausonnette
- Hôtel Roys de Lédignan
- Hôtel Dulong